# 樂陵郡 (東晉)
樂陵郡，中國東晉時設置的僑郡。
東晉時，以晉陵郡境內的冀州樂陵郡流民僑置樂陵郡，領新樂等僑縣，在今江蘇省鎮江市一帶。後土斷時廢樂陵郡，所領各縣併入新樂縣，改屬平昌郡。